# Советский район (Ставропольский край)
Сове́тский район — территориальная единица в Ставропольском крае России. В границах района образован Советский городско́й о́круг.
Административный центр — город Зеленокумск.

## География
Расположен в юго-восточной части Ставропольского края. Граничит с Будённовским, Георгиевским, Степновским, Кировским и Новоселицким районами.
Рельеф местности пересечённый с понижением к рекам Куме и Золке. Места засушливые. В районе имеется 14,7 тысяч га орошаемых земель. Почвы каштановые, растительность типично степная. Леса расположены в пойме реки Кумы и занимают 10 тысяч гектаров.

## История
До 1921 года Воронцово-Александровская волость входила в состав Святокрестовского уезда Ставропольской губернии.
21 августа 1921 года Постановлением ВЦИК Святокрестовский уезд Ставропольской губернии был передан в состав Терской губернии.
1 мая 1924 года был образован Воронцово-Александровский район с центром — село Воронцово-Александровское (утверждено декретом ВЦИК 2 июня 1924 года).
С 7 августа 1930 года район в составе Северо-Кавказского края (в 1937 году переименован в Орджоникидзевский, а в 1943 году в Ставропольский край).
10 января 1943 года Воронцово-Александровский район освобождён от немецко-фашистских захватчиков.
20 августа 1953 года в состав района вошла территория упразднённого Солдато-Александровского района.
В 1958 году Указом Президиума Верховного Совета РСФСР от 30 сентября 1958 года в состав Воронцово-Александровского района была передана территория упраздненного Степновского района.
1 февраля 1963 года были образованы вместо существующих 15 сельских районов: Александровский, Апанасенковский, Благодарненский, Воронцово-Александровский, Георгиевский, Изобильненский, Ипатовский, Кочубеевский, Красногвардейский, Курский, Левокумский, Минераловодский, Петровский, Прикумский и Шпаковский.
Село Воронцово-Александровское Указом Президиума Верховного Совета РСФСР от 5 июня 1963 года объединено с селом Новогригорьевское в село Советское, а район переименован в Советский.
12 января 1965 года Президиум Верховного Совета РСФСР постановил:
Арзгирский, Александровский, Апанасенковский, Благодарненский, Георгиевский район, Изобильненский, Ипатовский, Кочубеевский, Красногвардейский, Курский район, Левокумский, Минераловодский, Новоалександровский, Петровский, Прикумский, Советский и Шпаковский сельские районы преобразовать в районы.
Указом Президиума Верховного Совета РСФСР от 9 октября 1965 года село Советское преобразовано в город районного подчинения с присвоением ему наименования город Зеленокумск.
Решением крайисполкома от 5 апреля 1972 года № 317 Андреевский, Варениковский, Соломенский и Степновский сельсоветы со всеми населёнными пунктами были переданы в состав вновь образованного Степновского района.
Законом Ставропольского края от 4 октября 2004 года, было образовано муниципальное образование Советский муниципальный район.
1 мая 2017 года муниципальные образования Советского района были объединены Советский городской округ.

## Население
Распределение населения района
 Зеленокумск (57,18 %) Солдато-Александровское (15,2 %) Нины (6,71 %) Отказное (4,78 %) Горькая Балка (3,82 %) остальные (12,31 %)
| 1926    | 1931    | 1959    | 1970    | 1979    | 1989    | 1990    | 1991    | 1992    | 1993    | 1994    | 1995    |
| ------- | ------- | ------- | ------- | ------- | ------- | ------- | ------- | ------- | ------- | ------- | ------- |
| 55 565  | ↗94 384 | ↘69 714 | ↗72 475 | ↘59 446 | ↗65 229 | ↗65 890 | ↗67 221 | ↗68 524 | ↗69 879 | ↗71 218 | ↗72 266 |
| 1996    | 1997    | 1998    | 1999    | 2000    | 2001    | 2002    | 2003    | 2004    | 2005    | 2006    | 2007    |
| ↗73 236 | ↗73 497 | ↗73 645 | ↗74 468 | ↘74 397 | ↘73 702 | ↘72 762 | ↘72 616 | ↘72 216 | ↘71 804 | ↘71 169 | ↘70 938 |
| 2008    | 2009    | 2010    | 2011    | 2012    | 2013    | 2014    | 2015    | 2016    | 2017    | 2018    | 2019    |
| ↘70 910 | ↘70 767 | ↘62 790 | ↘62 711 | ↘62 517 | ↘62 290 | ↘61 784 | ↘61 737 | ↘61 580 | ↘61 496 | ↘61 183 | ↘59 913 |
| 2020    | 2021    | 2023    | 2024    | 2025    |         |         |         |         |         |         |         |
| ↘59 107 | ↘58 149 | ↘57 795 | ↘57 692 | ↘57 360 |         |         |         |         |         |         |         |

### Урбанизация
В городских условиях (Зеленокумск) проживают 57,18 % населения района.

### Гендерный состав
По итогам переписи населения 2010 года проживали 28 410 мужчин (45,25 %) и 34 380 женщин (54,75 %).

### Национальный состав
По итогам переписи населения 2010 года проживали следующие национальности (национальности менее 1 %, см. в сноске к строке «Другие»):
| Национальность | Численность | Процент |
| -------------- | ----------- | ------- |
| Русские        | 54 403      | 86,64   |
| Армяне         | 1372        | 2,19    |
| Цыгане         | 1316        | 2,10    |
| Табасараны     | 687         | 1,09    |
| Украинцы       | 629         | 1,00    |
| Другие         | 4383        | 6,98    |
| Итого          | 62 790      | 100,00  |

По итогам переписи населения 2020 года проживали следующие национальности (национальности менее 1 % и другое, см. в сноске к строке «Другие»):
| Национальность | Численность, чел. | Доля     |
| -------------- | ----------------- | -------- |
| Русские        | 48 892            | 84,08 %  |
| Цыгане         | 1725              | 2,97 %   |
| Армяне         | 914               | 1,57 %   |
| Табасараны     | 769               | 1,32 %   |
| Другие         | 5849              | 10,06 %  |
| Итого          | 58 149            | 100,00 % |

## Муниципально-территориальное устройство до 2017 года
С 2004 до 2017 года в состав Советского муниципального района входили одно городское и шесть сельских поселений:
| №        | Муниципальное образование         | Административный центр       | Количество населённых пунктов | Население (чел.) | Площадь (км²) |
| -------- | --------------------------------- | ---------------------------- | ----------------------------- | ---------------- | ------------- |
| 1e-06    | Городское поселение:              |                              |                               |                  |               |
| 1        | город Зеленокумск                 | город Зеленокумск            | 7                             | ↗37 186          | 537,92        |
| 1.000002 | Сельские поселения:               |                              |                               |                  |               |
| 2        | Восточный сельсовет               | хутор Восточный              | 4                             | ↗1913            | 242,08        |
| 3        | Нинский сельсовет                 | село Нины                    | 3                             | ↘4688            | 294,24        |
| 4        | Правокумский сельсовет            | село Правокумское            | 3                             | ↘1399            | 189,28        |
| 5        | село Горькая Балка                | село Горькая Балка           | 1                             | ↘2312            | 254,33        |
| 6        | село Отказное                     | село Отказное                | 1                             | ↘2862            | 170,35        |
| 7        | Солдато-Александровский сельсовет | село Солдато-Александровское | 7                             | ↘11 136          | 354,60        |

## Населённые пункты
В состав территории района и соответствующего городского округа входит 26 населённых пунктов:
| №  | Населённый пункт        | Тип населённого пункта | Население |
| -- | ----------------------- | ---------------------- | --------- |
| 1  | Андреевский             | хутор                  | ↗1000     |
| 2  | Брусиловка              | посёлок                | ↗4        |
| 3  | Восточный               | хутор                  | ↗1300     |
| 4  | Глубокий                | хутор                  | ↘43       |
| 5  | Горькая Балка           | село                   | ↘2193     |
| 6  | Железнодорожный         | посёлок                | ↗500      |
| 7  | Зеленокумск             | город                  | ↘32 800   |
| 8  | Кавказский              | хутор                  | ↘93       |
| 9  | Ковганский              | хутор                  | ↘100      |
| 10 | Колесников              | хутор                  | ↗200      |
| 11 | Колтуновский            | посёлок                | ↘42       |
| 12 | Кононов                 | хутор                  | ↗600      |
| 13 | Михайловка              | посёлок                | ↗600      |
| 14 | Нины                    | село                   | ↘3848     |
| 15 | Отказное                | село                   | ↘2740     |
| 16 | Петровский              | хутор                  | ↘100      |
| 17 | Правокумское            | село                   | ↘1558     |
| 18 | Привольный              | хутор                  | ↘100      |
| 19 | Примерный               | хутор                  | ↘200      |
| 20 | Рог                     | хутор                  | ↗300      |
| 21 | Селивановка             | посёлок                | ↗800      |
| 22 | Солдато-Александровское | село                   | ↘8721     |
| 23 | Средний Лес             | хутор                  | ↗500      |
| 24 | Тихомировка             | хутор                  | ↘300      |
| 25 | Фёдоровский             | хутор                  | ↘100      |
| 26 | Чарыков                 | хутор                  | ↗23       |

### Упразднённые населённые пункты
- Морозовская (также Мореевская) — немецкое село. Основано в 1910 году. До 1917 входило в состав Солдатско-Александровской волости Святокрестовского (Прасковейского) уезда Ставропольской губернии; в сов. период — Воронцово-Александровского района Орджоникидзевского края. Располагалось на правом берегу реки Золка, в 20 км к востоку от Георгиевска. Земли села занимали 247 десятин (1916; 11 хозяйств). Число жителей составляло: 103 (1920), 146/120 немцев (1926)[45].
- Радковка (Руэнталь, нем. Ruhental; также Рибивка) — лютеранское село. Основано в 1866 году. Основатели — из колонии Рибенсдорф. Относилось к лютеранскому приходу Ставрополя. Располагалось на правом берегу реки Кума, в 65 км к северо-востоку от Георгиевска. До 1917 года входило в состав Стародубской волости Святокрестовского (Прасковейского)/Новогригорьевского уезда Ставропольской губернии; в советский период — Воронцово-Александровского района Орджоникидзевского края. Земли села занимали 1373 десятин (1916; 24 хозяйства). В населённом пункте имелась начальная школа (1926). Число жителей составляло: 200 (1918), 298 (1920), 257/225 немцев (1926)[45]. Село было снято с учёта 26 июля 1972 года решением Ставропольского крайсовета[46].

## Местное самоуправление
Главы районного совета
- Воронков Сергей Николаевич[47]
- с 2012 года — Немов Василий Петрович[47]

Главы администрации
- 2007—2012 — Пальчиков Иван Захарович[47]
- с 2012 года — Воронков Сергей Николаевич[47]

Главы городского округа
- Воронков Сергей Николаевич[48]
- с 2022 года (и. о.) — Коберняков Алексей Иванович
- с 28 апреля 2023 года — Сергей Викторович Гультяев[49]

Председатели Совета депутатов городского округа
- до 2022 года — Немов Василий Петрович[48]
- с 6 октября 2022 года — Деревянко Николай Николаевич[49]